# 丹尼爾士維
丹尼爾斯維爾（英語：Danielsville）是一個位於美國喬治亞州麥迪遜縣的城市。根據2010年美國人口普查，該地人口為560人，而該地的面積約為2.90平方千米。同時該地也是麥迪遜縣的縣治。

## 地理
丹尼爾斯維爾的座標為34°07′27″N 83°12′59″W / 34.12417°N 83.21639°W，而該地的平均海拔高度為222米（即728英尺）。